# Decimo Giunio Silano Torquato
Decimo Giunio Silano Torquato (in latino Decimus Iunius Silanus Torquatus; 16 – 64) è stato un politico e militare romano.

## Origini familiari
Torquato era figlio di Marco Giunio Silano Torquato, console del 19, e di Emilia Lepida. I nonni materni erano Lucio Emilio Paolo, console nell'1 e nipote del triumviro Marco Emilio Lepido, e Giulia minore, nipote di Augusto e Marco Vipsanio Agrippa. Era inoltra fratello di Giunia Calvina e Marco Giunio Silano Torquato, console del 46.

## Biografia
Torquato servì come console ordinario nel 53, insieme a Quinto Aterio Antonino. Nel 54 sposò Giulia Africana, figlia dell'oratore Giulio Africano, e dal lei ebbe una figlia nel 55, Giunia Silana Torquata. Nel 64 fu obbligato al suicidio dall'imperatore Nerone, che lo perseguitava in quanto nipote di Augusto.